# Zighoud Youcef (distrito)
Zighoud Youcef é um distrito localizado na província de Constantina, Argélia, e cuja capital é a cidade de mesmo nome, Zighoud Youcef. A população total do distrito era de 44 486 habitantes, em 2008.[carece de fontes?]

## Municípios
O distrito está dividido em dois municípios:
- Zighoud Youcef
- Béni Hamidane